# Paralimna afra
Paralimna afra är en tvåvingeart som först beskrevs av Wirth 1956.  Paralimna afra ingår i släktet Paralimna och familjen vattenflugor. Inga underarter finns listade i Catalogue of Life.